# 주먹왕 랄프 2: 인터넷 속으로
《주먹왕 랄프 2: 인터넷 속으로》(영어: Ralph Breaks the Internet)는 2018년 개봉한 미국의 애니메이션 영화이다. 2012년 영화 《주먹왕 랄프》의 속편이다.
2018년 11월 21일 2D, 3D, 아이맥스 버전으로 각각 공개되었다.

## 줄거리
바넬로피와 랄프가 친구가 된지 어느덧 6년, 바넬로피가 자신의 게임에 자극이 필요하다는걸 듣게 된 랄프는 '슈가러쉬'게임에 가서 새 트랙 하나를 만들어 주게되고, 바넬로피가 새트랙으로 혼자 움직이며 핸들도 혼자서 움직이게 되고, 게임을 하던 아이는 억지로 핸들을 움직이다 핸들이 게임기에서 빠지자 주인장 아저씨께 가서 핸들이 빠졌다 말씀 드리자 아저씨께서 핸들을 끼워 주시려다 핸들이 쪼개지며 상황은 악화된다. 그래서 랄프와 바넬로피는 인터넷 마을로 가서 핸들을 사러간다. 바넬로피와 랄프는 경매를 보고, 단지 숫자를 크게말하면 물건을 얻을 수 있는 놀이로만 보게되고, 그만 27,001.00달러(2만7천1달러 한화로 약30,564,051.96원)에 낙찰된다. 카운터에서 바넬로피와 랄프가 외친 숫자가 달러라는 사실을 알게되고 바넬로피와 랄프는 인터넷에서 돈을 벌어야 한다. 과연 바넬로피와 랄프는 인터넷에서 돈을 벌 수 있을 것인가!

## 출연진

### 원본판
- 존 C. 라일리: 랄프
- 세라 실버먼: 바넬로피
- 잭 맥브레이어: 펠릭스
- 제인 린치: 칼훈병장
- 타라지 P. 헨슨: 예쓰
- 앨런 투딕: 노스모
- 갈 가도트: 섕크
- 알프레드 몰리나: 더블 댄
- 애나 오티스: Ballet Man
- 빈 디젤: 베이비 그루트
- 빌 헤이더: JP 스팸리
- 에드 오닐: 리트왁
- 아니카 노니 로즈: 티아나
- 안소니 다니엘스: C-3PO
- 크리스틴 벨: 안나
- 조디 벤슨: 에리얼
- 페이지 오하라: 벨
- 맨디 무어: 라푼젤
- 켈리 맥도날드: 메리다
- 아우이 크라발호: 모아나
- 이디나 멘젤: 엘사
- 밍나 웬: 뮬란
- 아이린 베다드: 포카혼타스
- 안나 오티즈: 발레 맘
- 린다 라킨: 자스민 공주
- 파멜라 리본: 백설공주
- 케이트 히긴스: 오로라
- 제니퍼 헤일: 신데렐라
- 플룰라 보그: 메이비
- 티모시 시몬스: 부처 보이
- 앨리 웡: 펠로니

### 한국어판
- 권창욱: 랄프
- 소연: 바넬로피
- 천지선: 섕크
- 조경아: 예스
- 김혜성: 노스모
- 이현: 더블 댄, 베이비 그루트
- 정재헌: JP 스팸리
- 김환진: 펠릭스
- 이진화: 칼훈
- 엄상현: 소닉
- 이지환: 리트왁
- 사문영: 백설공주
- 서혜정: 신데렐라
- 여민정: 오로라, 엘사
- 김서영: 에리얼
- 류수화 (배우): 에리얼(노래)
- 홍영란: 자스민
- 정미숙: 포카혼타스, 뮬란
- 이선: 티아나
- 박지윤: 라푼젤, 안나
- 은정: 메리다, 벨
- 김수연(뮤지컬 배우): 모아나
- 이호인: 이요르
- 류다무현: C-3PO
- 박일: 버즈
- 그 외에 참여한 사람들(1): 전광주, 임은정, 정승욱, 홍수정, 임윤선, 이호산, 한신, 김현욱, 김가령
- 그 외에 참여한 사람들(2): 최이레, 류수화, 김명희, 한샘이, 임민경, 지재엽, 신성현, 강명원, 박꽃별, 류겸조

## 음악

### 삽입곡
- 음악 : Let It Go (Demi Lovato Version) From Frozen(2013)
- 노래 : Demi Lovato
- 리믹스 : Corbin Hayes

### 엔딩곡
- 음악 : In This Place
- 노래 : 솔지(EXID)
- 원곡 : Julia Michaels
- 작사 : Phil Johnston,Tom Macdougall
- 작곡 : Alan Menken

## 사운드트랙
- '제로(zero)' - 이매진 드래곤스[2]

## 같이 보기
주먹왕 랄프

## 스태프

### 한국말 제작
- 대사 번역: 김윤희
- 대사 연출: 전소라
- 음악 연출: 박덕수
- 가사 번역: 김윤희
- 더빙 스튜디오: STORM
- 믹싱 스튜디오: SHEPPERTON INTERNATIONAL
- 크리에이티브 슈퍼바이저: 권기호
- 한국어 제작: DISNEY CHARACTER VOICES INTERNATIONAL, INC

## 제공
- 수입/배급 : 월트디즈니컴퍼니코리아 유한책임회사
- 제작 : 월트 디즈니 픽처스/월트 디즈니 애니메이션 스튜디오